# توهم بزرگ
توهم بزرگ (به فرانسه :La Grande Illusion) فیلمی داستانی جنگی، به کارگردانی ژان رنوار و محصول سال ۱۹۳۷ کمپانی فرانسوی R.A.C می‌باشد. در این فیلم به زبان‌های فرانسوی، آلمانی، انگلیسی و روسی صحبت می‌شود. توهم بزرگ یکی از بهترین فیلم‌هایی است که دربارهٔ جنگ، نوع‌دوستی و مسئولیت‌پذیری هنگام بحران‌ها ساخته شده است.

## داستان
اسیران فرانسوی جنگ جهانی اول (آخرین جنگ کلاسیک جهان) در تلاش برای فرار از اسارت هستند ...

## بازیگران
- ژان گابن (ستوان مارشال)
- پیر فرسنی (کاپیتان دو بولدیه)
- اریش فن اشتروهم (کاپیتان فن رافن‌اشتاین)
- ژولین کرت (کارتیه)
- مارسل دالیو (ستوان روزنتال)
- گاستون مودت (مهندس)
- ژان داسته (معلم)
- دیتا پارلو (السا)

## جوایز
- نامزد اسکار بهترین فیلم
- نامزد جایزه موسیلینی جشنواره ونیز